# Nagroda Brytyjskiej Akademii Filmowej za najlepszą reżyserię
Nagroda BAFTA za najlepszą reżyserię przyznawana jest od 1969 roku. Od 1993 roku nagroda nosi imię Davida Leana.

## Lista zwycięzców

### Lata 60.
1968: Mike Nichols – Absolwent

nominacje:
- Lindsay Anderson – Jeżeli...
- Carol Reed – Oliver!
- Franco Zeffirelli – Romeo i Julia

1969: John Schlesinger – Nocny kowboj

nominacje:
- Richard Attenborough – Och! Co za urocza wojenka
- Ken Russell – Zakochane kobiety
- Peter Yates – Bullitt

### Lata 70.
1970: George Roy Hill – Butch Cassidy i Sundance Kid

nominacje:
- Robert Altman – MASH
- David Lean – Córka Ryana
- Ken Loach – Kes

1971: John Schlesinger – Ta przeklęta niedziela

nominacje:
- Miloš Forman – Odlot
- Joseph Losey – Posłaniec
- Luchino Visconti – Śmierć w Wenecji

1972: Bob Fosse – Kabaret

nominacje
- Peter Bogdanovich – Ostatni seans filmowy
- William Friedkin – Francuski łącznik
- Stanley Kubrick – Mechaniczna pomarańcza

1973: François Truffaut – Noc amerykańska

nominacje:
- Luis Buñuel – Dyskretny urok burżuazji
- Nicolas Roeg – Nie oglądaj się teraz
- Fred Zinnemann – Dzień Szakala

1974: Roman Polański – Chinatown

nominacje:
- Francis Ford Coppola – Rozmowa
- Louis Malle – Lacombe Lucien
- Sidney Lumet – Morderstwo w Orient Expressie
- Sidney Lumet – Serpico

1975: Stanley Kubrick – Barry Lyndon

nominacje:
- Sidney Lumet – Pieskie popołudnie
- Martin Scorsese – Alicja już tu nie mieszka
- Steven Spielberg – Szczęki

1976: Miloš Forman – Lot nad kukułczym gniazdem

nominacje:
- Alan J. Pakula – Wszyscy ludzie prezydenta
- Alan Parker – Bugsy Malone
- Martin Scorsese – Taksówkarz

1977: Woody Allen – Annie Hall

nominacje:
- Richard Attenborough – O jeden most za daleko
- John G. Avildsen – Rocky
- Sidney Lumet – Sieć

1978: Alan Parker – Midnight Express

nominacje:
- Robert Altman – Dzień weselny
- Steven Spielberg – Bliskie spotkania trzeciego stopnia
- Fred Zinnemann – Julia

1979: Francis Ford Coppola – Czas apokalipsy

nominacje:
- Woody Allen – Manhattan
- Michael Cimino – Łowca jeleni
- John Schlesinger – Jankesi

### Lata 80.
1980: Akira Kurosawa – Sobowtór

nominacje:
- Robert Benton – Sprawa Kramerów
- David Lynch – Człowiek słoń
- Alan Parker – Sława

1981: Louis Malle – Atlantic City

nominacje:
- Bill Forsyth – Dziewczyna Gregory’ego
- Hugh Hudson – Rydwany ognia
- Karel Reisz – Kochanica Francuza

1982: Richard Attenborough – Gandhi

nominacje:
- Costa-Gavras – Zaginiony
- Mark Rydell – Nad złotym stawem
- Steven Spielberg – E.T.

1983: Bill Forsyth – Biznesmen i gwiazdy

nominacje:
- James Ivory – W upale i kurzu
- Sydney Pollack – Tootsie
- Martin Scorsese – Król komedii

1984: Wim Wenders – Paryż, Teksas

nominacje:
- Sergio Leone – Dawno temu w Ameryce
- Roland Joffé – Pola śmierci
- Peter Yates – Garderobiany

1985: nie przyznano
1986: Woody Allen – Hannah i jej siostry

nominacje:
- Roland Joffé – Misja
- Neil Jordan – Mona Lisa
- James Ivory – Pokój z widokiem

1987: Oliver Stone – Puton

nominacje:
- Richard Attenborough – Krzyk wolności
- Claude Berri – Jean de Florette
- John Boorman – Nadzieja i chwała

1988: Louis Malle – Do zobaczenia, chłopcy

nominacje:
- Gabriel Axel – Uczta Babette
- Bernardo Bertolucci – Ostatni cesarz
- Charles Crichton – Rybka zwana Wandą

1989: Kenneth Branagh – Henryk V

nominacje:
- Stephen Frears – Niebezpieczne związki
- Alan Parker – Missisipi w ogniu
- Peter Weir – Stowarzyszenie Umarłych Poetów

### Lata 90.
1990: Martin Scorsese – Chłopcy z ferajny

nominacje:
- Woody Allen – Zbrodnie i wykroczenia
- Bruce Beresford – Wożąc panią Daisy
- Giuseppe Tornatore – Cinema Paradiso

1991: Alan Parker – The Commitments

nominacje:
- Kevin Costner – Tańczący z wilkami
- Jonathan Demme – Milczenie owiec
- Ridley Scott – Thelma i Louise

1992: Robert Altman – Gracz

nominacje:
- Clint Eastwood – Bez przebaczenia
- James Ivory – Powrót do Howards End
- Neil Jordan – Gra pozorów

1993: Steven Spielberg – Lista Schindlera

nominacje:
- Richard Attenborough – Cienista dolina
- Jane Campion – Fortepian
- James Ivory – Okruchy dnia

1994: Mike Newell – Cztery wesela i pogrzeb

nominacje:
- Krzysztof Kieślowski – Trzy kolory. Czerwony
- Quentin Tarantino – Pulp Fiction
- Robert Zemeckis – Forrest Gump

1995: Michael Radford – Listonosz

nominacje:
- Mel Gibson – Braveheart. Waleczne serce
- Nicholas Hytner – Szaleństwo króla Jerzego
- Ang Lee – Rozważna i romantyczna

1996: Joel Coen – Fargo

nominacje:
- Scott Hicks – Blask
- Mike Leigh – Sekrety i kłamstwa
- Anthony Minghella – Angielski pacjent

1997: Baz Luhrmann – Romeo i Julia

nominacje:
- James Cameron – Titanic
- Peter Cattaneo – Goło i wesoło
- Curtis Hanson – Tajemnice Los Angeles

1998: Peter Weir – Truman Show

nominacje:
- Shekhar Kapur – Elizabeth
- John Madden – Zakochany Szekspir
- Steven Spielberg – Szeregowiec Ryan

1999: Pedro Almodóvar – Wszystko o mojej matce

nominacje:
- Neil Jordan – Koniec romansu
- Sam Mendes – American Beauty
- Anthony Minghella – Utalentowany pan Ripley
- M. Night Shyamalan – Szósty zmysł

### 2000–2009
2000: Ang Lee – Przyczajony tygrys, ukryty smok

nominacje:
- Stephen Daldry – Billy Elliot
- Ridley Scott – Gladiator
- Steven Soderbergh – Erin Brockovich
- Steven Soderbergh – Traffic

2001: Peter Jackson – Władca Pierścieni: Drużyna Pierścienia

nominacje:
- Robert Altman – Gosford Park
- Jean-Pierre Jeunet – Amelia
- Ron Howard – Piękny umysł
- Baz Luhrmann – Moulin Rouge!

2002: Roman Polański – Pianista

nominacje:
- Stephen Daldry – Godziny
- Peter Jackson – Władca Pierścieni: Dwie wieże
- Rob Marshall – Chicago
- Martin Scorsese – Gangi Nowego Jorku

2003: Peter Weir – Pan i władca: Na krańcu świata

nominacje:
- Tim Burton – Duża ryba
- Sofia Coppola – Między słowami
- Peter Jackson – Władca Pierścieni: Powrót króla
- Anthony Minghella – Wzgórze nadziei

2004: Mike Leigh – Vera Drake

nominacje:
- Marc Forster – Marzyciel
- Michel Gondry – Zakochany bez pamięci
- Michael Mann – Zakładnik
- Martin Scorsese – Aviator

2005: Ang Lee – Tajemnica Brokeback Mountain

nominacje:
- George Clooney – Good Night and Good Luck
- Paul Haggis – Miasto gniewu
- Fernando Meirelles – Wierny ogrodnik
- Bennett Miller – Capote

2006: Paul Greengrass – Lot 93

nominacje:
- Jonathan Dayton i Valerie Faris – Mała miss
- Stephen Frears – Królowa
- Alejandro González Iñárritu – Babel
- Martin Scorsese – Infiltracja

2007: Joel i Ethan Coenowie – To nie jest kraj dla starych ludzi

nominacje:
- Paul Thomas Anderson – Aż poleje się krew
- Paul Greengrass – Ultimatum Bourne’a
- Florian Henckel von Donnersmarck – Życie na podsłuchu
- Joe Wright – Pokuta

2008: Danny Boyle – Slumdog. Milioner z ulicy

nominacje:
- Stephen Daldry – Lektor
- Clint Eastwood – Oszukana
- David Fincher – Ciekawy przypadek Benjamina Buttona
- Ron Howard – Frost/Nixon

2009: Kathryn Bigelow – The Hurt Locker. W pułapce wojny
- James Cameron – Avatar
- Neill Blomkamp – Dystrykt 9
- Lone Scherfig – Była sobie dziewczyna
- Quentin Tarantino – Bękarty wojny

### 2010–2019
2010: David Fincher − The Social Network
- Danny Boyle − 127 godzin
- Darren Aronofsky − Czarny łabędź
- Christopher Nolan − Incepcja
- Tom Hooper − Jak zostać królem

2011: Michel Hazanavicius − Artysta
- Tomas Alfredson − Szpieg
- Lynne Ramsay − Musimy porozmawiać o Kevinie
- Nicolas Winding Refn − Drive
- Martin Scorsese − Hugo i jego wynalazek

2012: Ben Affleck − Operacja Argo
- Kathryn Bigelow − Wróg numer jeden
- Michael Haneke − Miłość
- Ang Lee − Życie Pi
- Quentin Tarantino − Django

2013: Alfonso Cuarón − Grawitacja
- Paul Greengrass − Kapitan Phillips
- Steve McQueen − Zniewolony. 12 Years a Slave
- David O. Russell − American Hustle
- Martin Scorsese − Wilk z Wall Street

2014: Richard Linklater − Boyhood
- Wes Anderson − Grand Budapest Hotel
- Damien Chazelle − Whiplash
- Alejandro González Iñárritu − Birdman
- James Marsh − Teoria wszystkiego

2015: Alejandro González Iñárritu − Zjawa
- Todd Haynes − Carol
- Adam McKay − Big Short
- Ridley Scott − Marsjanin
- Steven Spielberg − Most szpiegów

2016: Damien Chazelle – La La Land
- Denis Villeneuve – Nowy początek
- Ken Loach – Ja, Daniel Blake
- Kenneth Lonergan – Manchester by the Sea
- Tom Ford – Zwierzęta nocy

2017: Guillermo del Toro – Kształt wody
- Luca Guadagnino – Tamte dni, tamte noce
- Martin McDonagh – Trzy billboardy za Ebbing, Missouri
- Christopher Nolan – Dunkierka
- Denis Villeneuve – Blade Runner 2049

2018: Alfonso Cuarón – Roma
- Paweł Pawlikowski – Zimna wojna
- Jorgos Lantimos – Faworyta
- Bradley Cooper – Narodziny gwiazdy
- Spike Lee – Czarne bractwo. BlacKkKlansman

2019: Sam Mendes – 1917
- Bong Joon-ho – Parasite
- Todd Phillips – Joker
- Martin Scorsese – Irlandczyk
- Quentin Tarantino – Pewnego razu... w Hollywood